# Општина Зиватанехо де Азуета (Гереро)
Зиватанехо де Азуета (шп. Zihuatanejo de Azueta) општина је у Мексику у савезној држави Гереро. Општина се налази на надморској висини од 0 м.

## Становништво
Према подацима из 2010. у општини је живело 118211 становника.

### Хронологија
| Година       | 2000                  | 2005                   | 2010                   |
| ------------ | --------------------- | ---------------------- | ---------------------- |
| Становништво | 95548 (47380 / 48168) | 104609 (51578 / 53031) | 118211 (58314 / 59897) |

### Попис
| \| \| м \| \| \| ж \| \| 0—2 \| 3.515 \| \| \| 3.501 \| \| 3—5 \| 3.541 \| \| \| 3.334 \| \| 6—11 \| 7.200 \| \| \| 6.821 \| \| 12—14 \| 3.578 \| \| \| 3.611 \| \| 15—17 \| 3.886 \| \| \| 3.803 \| \| 18—24 \| 8.026 \| \| \| 8.578 \| \| 60+ \| 3.549 \| \| \| 3.746 \| \| Просек : \| 27,8 \| \| \| 28,4 \| |       |  |  |       |
| |       |  |  |       |
| | м     |  |  | ж     |
| 0—2 | 3.515 |  |  | 3.501 |
| 3—5 | 3.541 |  |  | 3.334 |
| 6—11 | 7.200 |  |  | 6.821 |
| 12—14 | 3.578 |  |  | 3.611 |
| 15—17 | 3.886 |  |  | 3.803 |
| 18—24 | 8.026 |  |  | 8.578 |
| 60+ | 3.549 |  |  | 3.746 |
| Просек : | 27,8  |  |  | 28,4  |

| #   | Индикатор                                                                                        | Вредност |
| --- | ------------------------------------------------------------------------------------------------ | -------- |
| 1   | Становништво од 0 до 2 године                                                                    | 7016     |
| 2   | Мушко становништво од 0 до 2 године                                                              | 3515     |
| 3   | Женско становништво од 0 до 2 године                                                             | 3501     |
| 4   | Становништво са 3 и више година                                                                  | 110630   |
| 5   | Мушко становништво са 3 и више година                                                            | 54519    |
| 6   | Женско становништво са 3 и више година                                                           | 56111    |
| 7   | Становништво са 5 и више година                                                                  | 106000   |
| 8   | Мушко становништво са 5 и више година                                                            | 52129    |
| 9   | Женско становништво са 5 и више година                                                           | 53871    |
| 10  | Становништво са 12 и више година                                                                 | 89734    |
| 11  | Мушко становништво са 12 и више година                                                           | 43778    |
| 12  | Женско становништво са 12 и више година                                                          | 45956    |
| 13  | Становништво са 15 и више година                                                                 | 82545    |
| 14  | Мушко становништво са 15 и више година                                                           | 40200    |
| 15  | Женско становништво са 15 и више година                                                          | 42345    |
| 16  | Становништво са 18 и више година                                                                 | 74856    |
| 17  | Мушко становништво са 18 и више година                                                           | 36314    |
| 18  | Женско становништво са 18 и више година                                                          | 38542    |
| 19  | Становништво од 3 до 5 година                                                                    | 6875     |
| 20  | Мушко становништво од 3 до 5 година                                                              | 3541     |
| 21  | Женско становништво од 3 до 5 година                                                             | 3334     |
| 22  | Становништво од 6 до 11 година                                                                   | 14021    |
| 23  | Мушко становништво од 6 до 11 година                                                             | 7200     |
| 24  | Женско становништво од 6 до 11 година                                                            | 6821     |
| 25  | Становништво од 8 до 14 година                                                                   | 16696    |
| 26  | Мушко становништво од 8 до 14 година                                                             | 8517     |
| 27  | Женско становништво од 8 до 14 година                                                            | 8179     |
| 28  | Становништво од 12 до 14 година                                                                  | 7189     |
| 29  | Мушко становништво од 12 до 14 година                                                            | 3578     |
| 30  | Женско становништво од 12 до 14 година                                                           | 3611     |
| 31  | Становништво од 15 до 17 година                                                                  | 7689     |
| 32  | Мушко становништво од 15 до 17 година                                                            | 3886     |
| 33  | Женско становништво од 15 до 17 година                                                           | 3803     |
| 34  | Становништво од 18 до 24 године                                                                  | 16604    |
| 35  | Мушко становништво од 18 до 24 године                                                            | 8026     |
| 36  | Женско становништво од 18 до 24 године                                                           | 8578     |
| 37  | Женско становништво од 15 до 49 година                                                           | 34413    |
| 38  | Становништво са 60 и више година                                                                 | 7295     |
| 39  | Мушко становништво са 60 и више година                                                           | 3549     |
| 40  | Женско становништво са 60 и више година                                                          | 3746     |
| 41  | Однос између мушкараца и жена                                                                    | 97.36    |
| 42  | Становништво од нуле до 14 година                                                                | 35101    |
| 43  | Становништво од 15 до 64 године                                                                  | 77722    |
| 44  | Становништво од 65 година и више                                                                 | 4823     |
| 45  | Просечан број деце                                                                               | 2.27     |
| 46  | Становништво рођено у ентитету                                                                   | 102434   |
| 47  | Мушко становништво рођено у ентитету                                                             | 50209    |
| 48  | Женско становништво рођено у ентитету                                                            | 52225    |
| 49  | Становништво рођено у другом ентитету                                                            | 13969    |
| 50  | Мушко становништво рођено у другом ентитету                                                      | 7196     |
| 51  | Женско становништво рођено у другом ентитету                                                     | 6773     |
| 52  | Становништво од 5 година и више резидентно у ентитету у јуну 2005. године                        | 99747    |
| 53  | Мушко становништво старосног доба од 5 година и више, резидентно у ентитету у јуну 2005. године  | 48752    |
| 54  | Женско становништво старосног доба од 5 и више година, резидентно у ентитету у јуну 2005. године | 50995    |
| 55  | Становништво од 5 година и више које је живело у другом ентитету у јуну 2005. године             | 3935     |
| 56  | Мушко становништво старије од 5 година које је живело у другом ентитету у јуну 2005. године      | 2007     |
| 57  | Женско становништво старије од 5 година које је живело у другом ентитету у јуну 2005. године     | 1928     |
| 58  | Становништво од 3 године и више које говори аутохтони језик                                      | 2123     |
| 59  | Мушко становништво старо 3 године и више које говори аутохтони језик                             | 1104     |
| 60  | Женско становништво старо 3 године и више које говори аутохтони језик                            | 1019     |
| 61  | Становништво од 3 године и више које говори аутохтони језик и не говори шпански језик            | 15       |
| 62  | Мушко становништво старо 3 године и више које говори аутохтони језик и не говори шпански         | 4        |
| 63  | Женско становништво старо 3 године и више које говори аутохтони језик и не говори шпански језик  | 11       |
| 64  | Становништво старо 3 године и више које говори аутохтони језик и шпански                         | 1837     |
| 65  | Мушко становништво старо 3 године и више које говори аутохтони језик и шпански                   | 957      |
| 66  | Женско становништво старо 3 године и више које говори аутохтони језик и шпански                  | 880      |
| 67  | Становништво од 5 година и више које говори аутохтони језик                                      | 2103     |
| 68  | Становништво од 5 година и више које говори аутохтони језик и не говори шпански језик            | 15       |
| 69  | Становништво од 5 година и више које говори аутохтони језик и говори шпански језик               | 1825     |
| 70  | Становништво у домородачким домаћинствима                                                        | 4430     |
| 71  | Становништво са ограничењима у активностима                                                      | 3947     |
| 72  | Становништво са ограниченим ходањем или кретањем, горе или доле                                  | 2093     |
| 73  | Становници са ограничењима вида, чак и уз кориштење сочива                                       | 1067     |
| 74  | Становништво са ограничењима говора, комуникације или конверзације                               | 488      |
| 75  | Становништво са ограниченим слухом                                                               | 345      |
| 76  | Становништво са ограничењима при одевању, купању или јелу                                        | 271      |
| 77  | Становништво са ограничењима у опажању или учењу једноставних ствари                             | 178      |
| 78  | Становништво са менталним ограничењима                                                           | 350      |
| 79  | Становништво без ограничења активности                                                           | 112871   |
| 80  | Становништво од 3 до 5 година које не похађа школу                                               | 2457     |
| 81  | Мушко становништво од 3 до 5 година које не похађа школу                                         | 1293     |
| 82  | Женско становништво од 3 до 5 година које не похађа школу                                        | 1164     |
| 83  | Становништво од 6 до 11 година које не похађа школу                                              | 473      |
| 84  | Мушко становништво од 6 до 11 година које не похађа школу                                        | 254      |
| 85  | Женско становништво од 6 до 11 година које не похађа школу                                       | 219      |
| 86  | Становништво од 12 до 14 година које не похађа школу                                             | 622      |
| 87  | Мушко становништво од 12 до 14 година које не похађа школу                                       | 319      |
| 88  | Женско становништво од 12 до 14 година које не похађа школу                                      | 303      |
| 89  | Становништво од 15 до 17 година похађа школу                                                     | 5120     |
| 90  | Мушко становништво од 15 до 17 година похађа школу                                               | 2538     |
| 91  | Женско становништво између 15 и 17 година живота у школи                                         | 2582     |
| 92  | Становништво од 18 до 24 године похађа школу                                                     | 3800     |
| 93  | Мушко становништво од 18 до 24 године похађа школу                                               | 1880     |
| 94  | Женско становништво од 18 до 24 године похађа школу                                              | 1920     |
| 95  | Становништво од 8 до 14 година које не може да чита и пише                                       | 526      |
| 96  | Мушко становништво старосног доба од 8 до 14 година које не може да чита и пише                  | 317      |
| 97  | Женско становништво старосног доби од 8 до 14 година које не може да чита и пише                 | 209      |
| 98  | Становништво од 15 година и више које је неписмено                                               | 6319     |
| 99  | Мушко становништво од 15 година и више које је неписмено                                         | 2497     |
| 100 | Женско становништво од 15 година и више које је неписмено                                        | 3822     |
| 101 | Становништво старо 15 и више година без школовања                                                | 7969     |
| 102 | Мушко становништво старо 15 и више година без школовања                                          | 3382     |
| 103 | Женско становништво старо 15 и више година без школовања                                         | 4587     |
| 104 | Становништво старосног доба 15 и више година са непотпуним основним образовањем                  | 9082     |
| 105 | Мушко становништво старосног доба од 15 година и више са непотпуном основним образовањем         | 4296     |
| 106 | Женско становништво старосног доба 15 и више година са непотпуном основним образовањем           | 4786     |
| 107 | Становништво старо 15 и више година са комплетним основним образовањем                           | 12751    |
| 108 | Мушко становништво старо 15 година и више са комплетним основним образовањем                     | 6103     |
| 109 | Женско становништво старо 15 и више година са комплетним основним образовањем                    | 6648     |
| 110 | Становништво старосног доба 15 и више година са непотпуним средњим образовањем                   | 5506     |
| 111 | Мушко становништво старосног доба од 15 година и више са непотпуним средњим образовањем          | 2925     |
| 112 | Женско становништво старосног доба од 15 година и више са непотпуним средњим образовањем         | 2581     |
| 113 | Становништво старо 15 и више година са пуним секундарном образовањем                             | 17983    |
| 114 | Мушко становништво старосног доба од 15 година и више са пуним секундарном образовањем           | 8968     |
| 115 | Женско становништво старосног доба од 15 година и више са пуним секундарном образовањем          | 9015     |
| 116 | Становништво старије од 18 година са постосновним образовањем                                    | 26414    |
| 117 | Мушко становништво старије од 18 година са постосновним образовањем                              | 13261    |
| 118 | Женско становништво старије од 18 година са постосновним образовањем                             | 13153    |
| 119 | Просечна оцена школовања                                                                         | 8.31     |
| 120 | Просечан ниво образовања мушке популације                                                        | 8.49     |
| 121 | Просечан ниво образовања женског становништва                                                    | 8.15     |
| 122 | Економски активно становништво                                                                   | 52119    |
| 123 | Економски активна мушка популација                                                               | 33951    |
| 124 | Економски активна женска популација                                                              | 18168    |
| 125 | Становништво које није економски активно                                                         | 37155    |
| 126 | Мушко становништво које није економски активно                                                   | 9564     |
| 127 | Женско становништво које није економски активно                                                  | 27591    |
| 128 | Запослено становништво                                                                           | 50081    |
| 129 | Запослено мушко становништво                                                                     | 32291    |
| 130 | Запослено женско становништво                                                                    | 17790    |
| 131 | Незапослена популација                                                                           | 2038     |
| 132 | Незапослена мушка популација                                                                     | 1660     |
| 133 | Незапослена женска популација                                                                    | 378      |
| 134 | Становништво без права на здравствене услуге                                                     | 49061    |
| 135 | Становништво које има право на здравствене услуге                                                | 68238    |
| 136 | Становништво које има право на ИМСС                                                              | 37721    |
| 137 | Становништво које има право на социјално осигурање                                               | 4754     |
| 138 | Становништво које има право на државно социјално осигурање                                       | 250      |
| 139 | Становништво које има право на опште осигурање или здравствено осигурање за нову генерацију      | 22961    |
| 140 | Становништво које је било једном или није било у браку током 12 година и више                    | 29770    |
| 141 | Венчано или уједињено становништво од 12 година и више                                           | 50884    |
| 142 | Становништво које је било у браку или уједињено 12 година и више                                 | 8882     |
| 143 | Становништво са католичком религијом                                                             | 90268    |
| 144 | Протестанти, еванђелисти и библијски следбеници различити од еванђелиста                         | 17256    |
| 145 | Становништво са другим религијама различитим од претходних                                       | 105      |
| 146 | Становништво без религије                                                                        | 8431     |
| 147 | Укупно пописаних домаћинства                                                                     | 31768    |
| 148 | Пописна домаћинства на челу са мушкарцима                                                        | 23410    |
| 149 | Пописна домаћинства на челу са женама                                                            | 8358     |
| 150 | Становништво у пописним домаћинствима                                                            | 117442   |
| 151 | Становништво у пописним домаћинствима на челу са мушкарцима                                      | 89980    |
| 152 | Становништво у пописним домаћинствима на челу са женама                                          | 27462    |
| 153 | Укупно домаћинстава                                                                              | 45024    |
| 154 | Укупно насељених домаћинстава                                                                    | 31942    |
| 155 | Укупно приватних кућа                                                                            | 44850    |
| 156 | Насељени приватни домови                                                                         | 31768    |
| 157 | Укупно насељених приватних кућа                                                                  | 31932    |
| 158 | Ненасељене приватне куће                                                                         | 6963     |
| 159 | Појединачна домаћинства за привремену употребу                                                   | 6119     |
| 160 | Становници у насељеним приватним кућама                                                          | 117442   |
| 161 | Насељеност станара у приватним становима                                                         | 3.7      |
| 162 | Просечно становника по соби у приватним насељеним домаћинствима                                  | 1.31     |
| 163 | Појединачна домаћинства са подовима од различитих материјала од земље                            | 27289    |
| 164 | Појединачна домаћинства у приземљу                                                               | 4185     |
| 165 | Појединачна домаћинства са једном спаваћом собом                                                 | 15136    |
| 166 | Појединачна домаћинства са две спаваће собе и више                                               | 16443    |
| 167 | Појединачна домаћинства са једним собом                                                          | 7412     |
| 168 | Појединачна домаћинства са две собе                                                              | 6716     |
| 169 | Појединачна домаћинства са 3 собе и више                                                         | 17415    |
| 170 | Појединачна домаћинства која имају електрично светло                                             | 31199    |
| 171 | Појединачна домаћинства која немају електрично светло                                            | 405      |
| 172 | Појединачна домаћинства која имају водоводну воду у стамбеном простору                           | 23095    |
| 173 | Појединачна домаћинства која немају водоводну воду у стамбеном простору                          | 8442     |
| 174 | Појединачна домаћинства која имају тоалет                                                        | 29777    |
| 175 | Појединачна домаћинства која имају канализацију                                                  | 29849    |
| 176 | Појединачна домаћинства која немају канализацију                                                 | 1595     |
| 177 | Појединачна домаћинства која имају електрично светло, довод воде из јавне мреже и канализацију   | 22441    |
| 178 | Појединачна домаћинства без икаквих услова                                                       | 535      |
| 179 | Појединачна домаћинства која имају радио                                                         | 20588    |
| 180 | Појединачна домаћинства која имају телевизор                                                     | 29526    |
| 181 | Појединачна домаћинства која имају фрижидер                                                      | 28014    |
| 182 | Појединачна домаћинства која имају машину за веш                                                 | 20941    |
| 183 | Појединачна домаћинства која имају аутомобил или комби                                           | 11001    |
| 184 | Појединачна домаћинства која имају рачунар                                                       | 8477     |
| 185 | Појединачна домаћинства која имају фиксну телефонску линију                                      | 11831    |
| 186 | Појединачна домаћинства која имају мобилни телефон                                               | 24010    |
| 187 | Појединачна домаћинства која имају приступ интернету                                             | 6197     |